# Алан Гаглојев
Алан Едуардович Гаглојев (осет. Гаглойты Эдуарды фырт Алан, рус. Алан Эдуардович Гаглоев; Цхинвали, 6. фебруар 1981) јесте јужноосетски политичар, обавештајац и актуелни председник Јужне Осетије од 24. маја 2022. године. Изабран је за председника Јужне Осетије 8. маја 2022. године, победивши председника Анатолија Бибилова у другом кругу председничких избора.
Актуелни је лидер опозиционе странке Нихаз од фебруара 2020. године.